# Myst III: Exile
Myst III: Exile é um jogo de aventura e de quebra-cabeça, foi desenvolvido pela Presto Studios e publicado pela Ubisoft em 2001. Ao contrário dos seus predecessores, não foi produzido pela Cyan mas sim pela Presto Studios.
Incorpora o sistema de visão panorâmica em 360 graus sem a necessidade de uso de recursos 3D, empregada pela primeira vez no jogo Legacy of Time da própria Presto Studios.

## Lugares
- Tomahna
- Edanna
- Amateria
- Voltaic
- Narayan
- J'nanin